# Перуанский скат-бабочка
Перуанский скат-бабочка (Gymnura afuerae  (лат.)) — вид рода скатов-бабочек семейства гимнуровых отряда хвостоколообразных. Эти скаты обитают в тропических водах Тихого океана. Грудные плавники скатов-бабочек образуют диск ширина которого намного превосходит длину. Окраска дорсальной поверхности диска ровного коричневого цвета. Позади глаз расположены брызгальца.
Перуанские скаты-бабочки ведут донный образ жизни. Они питаются костистыми рыбами, моллюсками и ракообразными. Размножение происходит путём яйцеживорождения. Эмбрионы развиваются в утробе матери, питаясь желтком и гистотрофом.

## Таксономия
Впервые новый вид был описан в 1946. Вид назван по географическому месту обнаружения голотипа (побережье острова Лобос де Афуэра, Перу).

## Ареал
Перуанские скаты-бабочки обитают в восточной части Тихого океана от Коста-Рики до Перу. Они встречаются на мелководье глубиной до 30 м.

## Описание
Грудные плавники перуанских скатов-бабочек вытянуты в виде широких «крыльев», превосходящие длину почти в 1,5 раза. Они сливаются, образуя ромбовидный диск. Рыло короткое и широкое с притуплённым кончиком. Позади глаз имеются брызгальца. На вентральной стороне диска расположены довольно крупный изогнутый рот, ноздри и 5 пар жаберных щелей. Между ноздрями пролегает кожаный лоскут. Зубы мелкие, узкие и заострённые. Брюшные плавники маленькие и закруглённые.
Хвост нитевидный. Хвостовой, анальный и спинные плавники отсутствуют. Хвост очень короткий. На конце хвостового стебля имеются дорсальный и вентральный гребни, а у основания иногда бывают 1 или 2 шипа. Окраска дорсальной поверхности диска ровного тёмно-серого цвета, вентральная сторона беловатая или жёлтая, у заднего края пролегает тёмная полоса.

## Биология
Подобно прочим хвостоколообразным перуанские скаты-бабочки размножаются яйцеживорождением. Эмбрионы развиваются в утробе матери, питаясь желтком и гистотрофом. Перуанские скаты-бабочки используют шип, расположенный на хвостовом стебле для защиты.

## Взаимодействие с человеком
Международный союз охраны природы ещё не оценил статус сохранности данного вида.